# Gentiana wingecarribiensis
Gentiana wingecarribiensis är en gentianaväxtart som beskrevs av L.G. Adams. Gentiana wingecarribiensis ingår i släktet gentianor, och familjen gentianaväxter. Utöver nominatformen finns också underarten G. w. wissmannii.